# Change the World
«Change the World» es una canción del músico británico Eric Clapton, publicada en la banda sonora de Phenomenon. La canción fue escrita por Tommy Sims, Gordon Kennedy y Wayne Kirkpatrick y grabada por Clapton para el largometraje Phenomenon, protagonizado por John Travolta. Fue producida por Kenneth "Babyface" Edmonds. El sencillo, publicado por Reprise Records, alcanzó el top 40 en veinte países y llegó al primer puesto de la lista canadiense de éxitos, así como a la lista estadounidense Hot Adult Contemporary Tracks. Además, fue galardonada con ocho premios, incluyendo tres Grammy en las categorías de canción del año, mejor grabación del año y mejor interpretación vocal pop masculina en 1997.

## Trasfondo
En una entrevista concedida a la revista Guitarist en 2003, Eric Clapton comentó por qué quiso grabar la canción con Babyface como productor: «Babyface fue uno de esos grandes catalizadores para mí. Lo había visto en televisión haciendo eso con la guitarra acústica y pensé: "Este es un tío que está en el mundo del R&B, es productor y sabe cómo obtener esa cosa minimalista y hacer que un pequeño sonido suene potente". Y luego escuché la canción, la puse en mi coche como doscientas veces sin parar. Sabía que era un éxito. Soy el tío que solía odiar la idea de canciones pop y estoy en contra de ellas. Pero cuando la música es tan buena, solí convencerme a mí mismo. Y era una oportunidad tan buena que habría sido pueril alejarse de ella. Y solo conocía a un tío que lo haría bien y era Babyface».
En otra entrevista con American Songwriter, Gordon Kennedy, uno de los autores de la canción, comentó sobre la grabación: «"Change the World" fue una canción escrita durante un año por Tommy Sims, Wayne Kirkpatrick y yo. En una sesión de grabación en los Quad Studios de Nashville, a comienzos de los noventa, Wayne y yo estábamos grabando varias demos en un intento de hacer la cosa del artista. Grabamos cuatro canciones ese día, tres de las cuales entraron en el CD de Garth Brooks Chris Gaines. Durante esa sesión, Tommy estaba tocando el bajo y nos tocó una idea que tenía, preguntándose si podría ser algo que funcionase para el sonido que estábamos haciendo. Tenía el título, una progresión de acordes y una melodía. Wayne le preguntó varios meses después por una cinta de esa idea para trabajar en ella. Escribió la letra y un verso de la segunda estrofa. Luego volvió a estar latente otra vez durante un tiempo antes de preguntarle a Wayne sobre su progreso. Me dio lo que tenía. Terminé de escribir la letra, fui a Columbus (Ohio) y grabé una demo con Tommy. Estaba trabajando ahí en un álbum de gospel. En el camino a casa, escuché una cinta de la canción y dicté versos en una pequeña grabadora de mano. Escribí la letra de la primera estrofa y lo que quedaba de la segunda. Cuando llegué a casa, entré en el estudio y grabé la guitarra y la voz de la demo definitiva, la que Clapton escuchó después... Ninguno de los tres de nosotros estábamos juntos cuando escribimos nuestras partes de la canción».
Aunque varias partes fueron grabadas en Londres, la gran mayoría de la canción fue registrada en los Record Plant Studios de Los Ángeles, donde el bajo de Nathan East fue grabado y mezclado. East también comentó que las sesiones fueron difíciles porque muchos artistas internacionales querían trabajar en aquel momento con Babyface, aunque dio prioridad a Clapton. En 2013, Clapton explicó la grabación de «Change the World» para la revista Mojo: «Cuando escuché la demo de Tommy Sims, podía escuchar a Paul McCartney hacíendola, así que necesitaba, con el mayor respeto hacia Paul, cogerla y ponerle algo de música negra. Así que le pregunté a Babyface quién podía meterle algo de blues. Las primeras dos líneas que toco con la guitarra acústica proceden del comienzo de "Mannish Boy" de Muddy Waters. En cada disco que hice y en el que pienso, esto tiene una oportunidad de hacerse bien, me aseguro de que pago mis deudas. Así que pienso que encontré un modo de hacerlo, pero tenía que tener un pie en el blues, incluso si está sutilmente disfrazado».
Durante la grabación, varias personas estuvieron a cargo de la producción del sencillo, incluyendo Brad Gilderman y Thomas Russo como ingenieros de sonido, Robbie Robertson como productor de la banda sonora, Mick Guzauski en las mezclas y Babyface como productor de la canción. Las sesiones fueron supervisadas por Kathy Nelson. La masterización final fue realizada en los Oasis Mastering de Burbank (California).

## Publicación
Antes de ser publicada para la banda sonora de Phenomenon, «Change the World» fue grabada por la artista de country Wynnona Judd para su álbum Revelations en MCA Records. Sin embargo, Judd no publicó la canción, grabada en un estilo cercano al country tradicional, como sencillo. Su versión también apaerece en el recopilatorio Best of America, Volume 2, publicado por Curb Records el 3 de junio de 2003.
La versión de Clapton apareció el 5 de julio de 1996 en disco de vinilo de 7", disco compacto y casete, y en años posteriores como descarga digital. Los derechos de publicación de la versión de Clapton pertenecen a la editorial Warner Chappell Music, aunque la letra está bajo licencia de Universal Music Publishing Group. El sencillo de 1996 fue publicado y distribuido por Reprise Records y Warner Bros. Records e incluido en la banda sonora de Phenomenon, también publicada por Reprise en junio de 1996. El 11 de febrero de 1997, «Change the World» fue incluida en el recopilatorio 1997 Grammy Nominees, donde figuraban las canciones nominadas a los Grammy en la edición de 1997. El 2 de febrero de 1999, Warner Bros. publicó la canción en un EP acompañando el lanzamiento del álbum de estudio Pilgrim, mientras que el 12 de octubre del mismo año, figuró entre la lista de canciones del recopilatorio Clapton Chronicles: The Best of Eric Clapton. El 23 de diciembre de 2003, también fue incluida en el recopilatorio Ballads, publicado exclusivamente para el mercado japonés. Desde entonces, «Change the World» ha sido recopilada en varios álbumes de grandes éxitos de Clapton, incluyendo Complete Clapton y Forever Man.

## Recepción
Matthew Greenwald, de Allmusic, recalcó que Clapton «dio cuenta elegante de su fuerza en el folk pop acústico y soul y grabó este tema fabuloso con el reconocido productor Babyface tras el éxito de Unplugged y de "Tears in Heaven"». Greenwald continuó la reseña diciendo que la calidad y el sentido de la realidad de «Change the World» es «estimulante», antes de finalizar diciendo que «el gancho melódico de la publicación y su respuesta emotiva en el pegadizo estribillo son manejados admirablemente por Clapton aquí, y más importante aún, con honestidad y gracia». Por otra parte, Violetta Schranke definió la canción como «una bonita canción pop» con una «producción delicada» y «trabajo artístico de guitarras».
En su crítica para Billboard, Datu Faison comentó que la grabación es un ejemplo perfecto de cómo la música tiene el poder de unir músicos de diferentes géneros y países, y calificó el tema como «genial». En la misma revista, Larry Flick escribió que «emparejar al héroe del rock Clapton con el maestro del pop y soul Babyface podría ser totalmente incongruente. Sin embargo, una escucha a este positivo sencillo y esperarás que ambos colaboren en un álbum completo. Trabajando en una letra y una melodía dulces y edificantes, Clapton lleva un mundano blues acústico a la mesa, mientras que Babyface inyecta un chorro de soul moderno y brillo pop».

## Lista de canciones
| Vinilo de 7" y casete |                             |          |  |
| N.º                   | Título                      | Duración |  |
| 1.                    | «Change the World»          | 3:54     |  |
| 2.                    | «Danny Boy» (Jim Weatherly) | 4:14     |  |
| 8:18                  |                             |          |  |

| Maxisencillo en CD |                                   |          |  |
| N.º                | Título                            | Duración |  |
| 1.                 | «Change the World»                | 3:54     |  |
| 2.                 | «Danny Boy» (Weatherly)           | 4:14     |  |
| 3.                 | «Change the World (Instrumental)» | 3:54     |  |
| 12:02              |                                   |          |  |

## Posición en listas
| Lista (1996–2015)                                        | Posición |
| -------------------------------------------------------- | -------- |
| Alemania (Offizielle Deutsche Charts)                    | 30       |
| Australia (ARIA)                                         | 8        |
| Austria (Ö3 Austria Top 40)                              | 10       |
| Bélgica (Flandes) (Ultratip Bubbling Under)              | 9        |
| Bélgica (Valonia) (Ultratop 50)                          | 27       |
| Canadá (RPM)                                             | 1        |
| Canadá (The Record Hot 100 Singles)                      | 10       |
| Canadá (RPM Top Singles)                                 | 1        |
| Estados Unidos (Billboard Hot Adult Contemporary Tracks) | 1        |
| Estados Unidos (Adult Top 40)                            | 1        |
| Estados Unidos (Billboard Hot 100)                       | 5        |
| Estados Unidos (Billboard Hot 100 Airplay)               | 2        |
| Estados Unidos (Billboard Hot 100 Recurrent Airplay)     | 3        |
| Estados Unidos (Billboard Hot 100 Singles Sales)         | 9        |
| Estados Unidos (Billboard Hot R&B Singles Sales)         | 20       |
| Estados Unidos (Hot R&B/Hip-Hop Songs)                   | 54       |
| Estados Unidos (Mainstream Top 40)                       | 2        |
| Francia (SNEP)                                           | 7        |
| Italia (FIMI)                                            | 22       |
| Japón (Japan Hot 100)                                    | 48       |
| Japón (Oricon)                                           | 7        |
| Noruega (VG-lista)                                       | 15       |
| Nueva Zelanda (Recorded Music NZ)                        | 3        |
| Países Bajos (Dutch Top 40)                              | 39       |
| Países Bajos (Mega Single Top 100)                       | 24       |
| Polonia (LP3)                                            | 12       |
| Reino Unido (Airplay Singles)                            | 6        |
| Reino Unido (OCC)                                        | 18       |
| Suecia (Sverigetopplistan)                               | 22       |
| Suiza (Schweizer Hitparade)                              | 21       |